# Хржонщевський Никанор Адамович
Тржаска-Хржонще́вський Никано́р Ада́мович  (пол. Nikanor Chrząszczewski рос. Хржонщевский Никанор Адамович, 26 липня (7 серпня) 1836, Перм, Російська імперія — 19 серпня (1 вересня) 1906, Київ) — український гістолог і патофізіолог польського походження, один із засновників гістофізіології та санітарної освіти населення в Російській імперії, працював у Харківському (1865—1868) і Київському (1868—1888) університетах, професор, завідувач кафедри патологічної фізіології Київського університету, голова Київського товариства лікарів, популяризатор медицини. Випускник Казанського університету.
Працював у провідних німецьких лабораторіях (1861—1864), учень Рудольфа Вірхова. Оволодів найкращими на той час методами гістологічних досліджень. Вперше у світі довів наявність епітелію у альвеолах легень. Розробив метод фізіологічної ін'єкції для забарвлення живих клітин і тканин, за допомогою якого дослідив будову нирок, печінки, жовчних проток, лімфатичних судин. Зробив внесок у вивчення причин інфаркту і впливу порушення кровопостачання нирок на виділення сечі. Досліджував іннервацію і кровоносні судини внутрішніх органів.
Засновник перших у світі популярних лекцій з медицини для широких верств населення.

## Біографія

### Родина і дитинство

Шляхетський герб «Тржаска»

Народився в місті Перм, у родині небагатого польського шляхтича Адама Івановича Хржонщевського, гербу Тржаска. Адам Хржонщевський з 12 до 48 років прослужив у російський армії, звільнився на пенсію у званні молодшого офіцера. Дід Никанора за батьком Ян Тржаска-Хржонщевський був одружений з донькою сандомирського воєводи, родича короля Станіслава Августа Понятовського (за іншими даними — з донькою філософа Казиміра Догеля). Мати — Анастасія Дмитрівна Каратєєва (або Каратаєва) — також була дворянського походження, з села Тростянець Воронізької губернії. Вийшла заміж за Адама, коли їй було лише 12 років.
Никанор був вісімнадцятою дитиною у родині, а загалом мав 23 брати і сестри. До повноліття дожили лише брат Михайло та сестри Єлизавета і Людмила, інші діти Хржонщевських померли від туберкульозу. Від сухот померли також і мати (у 39 років), і батько (у 70 років) Никанора.
Навчався спочатку у Воронезькій гімназії (за іншими даними родина жила у Вольську), у 1846 поступив до Другої казанської гімназії, яку закінчив у 1854 році із золотою медаллю.

### Студентські роки
У 1854 році Никанор поступив на медичний факультет Казанського університету, де його професорами були анатом і патолог Євменій Арістов, фізіолог та гістолог Пилип Овсянніков, хімік Олександр Бутлеров, філолог і мовознавець Віктор Григорович, історик і суспільствознавець Йосип Ковалевський. Під час навчання студент Тржаска-Хржонщевський написав дві наукові роботи: «Об окостенении» (1856), «О дыхании» (1858), за які був нагороджений золотими медалями. Після закінчення університету у 1859 році захистив докторську дисертацію, що була присвячена майже невивченому тоді питанню будови надниркових залоз (De glandulis suprarenalibus ratione hystologica perbustratis). Керівник роботи невідомий: ані кафедри гістології, ані спеціаліста з наднирників у тогочасному Казанському університеті не було, а функція цих залоз була невідома у світовий науці. Дослідження Хржонщевським надниркових залоз стало першим у вивченні ендокринної системи в Російській імперії. Пізніше на засіданні Товариства київських лікарів 5 листопада 1888 року, Хржонщевський згадував, що у своїй докторській дисертації він дійшов висновку про те, що 
|  | клітини коркового шару надниркових залоз, а також частина клітин мозкового шару, виробляють пігментну речовину… зерна пігменту переходять далі шляхом лімфи і крові. |

З часів навчання товаришував із російським фізіологом Миколою Ковалевським.
Після закінчення університету Никанор не зміг продовжувати наукову роботу, оскільки батьківські фінансові можливості були обмежені. Він влаштувався сімейним лікарем до вдови генерала Івана Нератова Фавсти Єрмолаївни (уродженої Великопольської) у селі Поповка у Казанській губернії. Лікував як членів генеральської родини, так і усіх, хто потребував допомоги. Тут він зустрів свою майбутню дружину — молодшу доньку генерала Єлизавету, з якою одружився у листопаді 1860 року, за іншими даними — Єлизавету Дмитрівну Степанову.

### Стажування за кордоном
З 16 лютого 1861 року по 19 жовтня 1864 року Никанор Адамович коштом Казанського університету та за сприяння куратора навчальних закладів князя Павла Вяземського перебував на стажуванні за кордоном для вдосконалення знань в області патології й терапії. Він відвідав ряд європейських клінік та лабораторій впродовж двох років, зокрема Августа Ферстера, Альберта Келлікера, Йоганна Мюллера, Гайнріха Бамбергера, Карла Людвіга. У 1862 році Вяземський змінив місце роботи і фінансування припинилося. Деякий час Хржонщевський жив на придане дружини, допоки не зустрів у Німеччині Миколу Пирогова, який написав два листи до міністра освіти Олександра Головніна з проханням підтримати молодого дослідника. Втім, листи не дали результату. Тоді Пирогов порадив звернутися за фінансовою допомогою до великої княгині Олени Павлівни (яка раніше вже підтримувала Пирогова). Княгиня задовольнила прохання і термін відрядження був продовжений ще на два роки.

Особливо приязні відносини у Хржонщевського склалися з німецьким патологом і фізіологом Рудольфом Вірховом. З ним Никанор Адамович підтримував тісний зв'язок все життя, поважав Вірхова як вченого, засновника вчення про клітинну структуру живого і клітинну патологію. Вірхов, у свою чергу, дуже високо оцінював Тржаска-Хржонщевського й у своєму відгуку писав: 
|  | Його дослідження про найтоншу будову легень, нирок, печінки та інших важливих органів велися з такою витримкою, обережністю й оригінальністю, з якими ледве чи може бути поставлене в паралель будь-яке інше дослідження, вони призвели до результатів такої значущості, що деякі з найважливіших анатомічних питань саме за допомогою їх можуть вважатися розв'язаними. |

У лабораторії Вірхова Никанор Адамович швидко оволодів методом сріблення тканин і став його використовувати у власних дослідженнях, попри те, що деякі авторитетні вчені заперечували інформативність цієї гістологічної методики. Результатом її застосування стала перша публікація Никанора Адамовича у закордонному виданні. В ній були викладені дані, отримані у Вюрцбурзькому університеті, в лабораторії професора Ферстера. Дослідження було присвячене вивченню епітеліального шару альвеол легень.

### Харківський період
З 1865 року Хржонщевський був призначений приват-доцентом, а у 1867 — професором Харківського університету. Після його приїзду до Харкова виявилося, що кандидат на посаду приват-доцента має прочитати відкриту лекцію. Якість лекції Хржонщевського здійняла хвилю оплесків. Його було призначено приват-доцентом з гігієни, з читанням лекцій із загальної патології, гістології, ембріології, порівняльної анатомії, токсикології та судової медицини.
У цей же час від туберкульозу померли обидві сестри Никанора. Він взяв до свого дому на виховання малолітніх племінників.
У 1866 році заснував гістологічну лабораторію, яка за період з 1866 по 1869 роки опублікувала 18 науково-дослідних праць у найкращих німецьких наукових журналах. Практично всі роботи виконані учнями Хржонщевського (Генріх Гіршман (брат офтальмолога Леонарда Гіршмана), І. Сакс, Павло Ясинський, Олексій Дудукалов, Микола Афанасьєв, та інші), а сам він надрукував у Virchows Archiv узагальнювальну роботу, де звітував перед світовим науковим товариством про створення нової гістологічної школи у Харківському університеті.
У 1868 році Хржонщевський балотувався на посаду ординарного професора Харківського університету, але більшість професорів висловилися проти. Тоді він подав заявку на таку ж посаду до Київського університету.

### Київський період

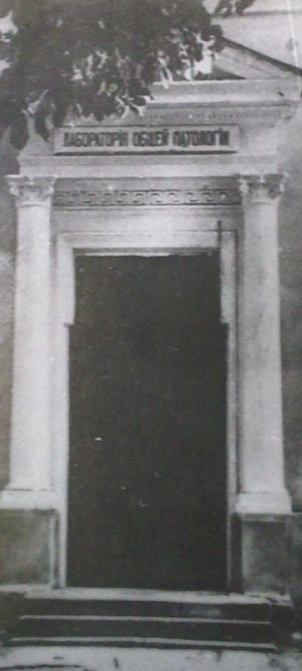
Лабораторія загальної патології, заснована Хржонщевським у Києві

7 грудня 1868 року відбулося засідання Ради Київського університету, на якому професор Василь Покровський запропонував кандидатуру Никанора Хржонщевського на посаду професора кафедри гістології. Проте на цю посаду ще раніше був висунутий професор Петро Перемежко, тому за спільною згодою на пропозицію професора Юлія Мацона Хржонщевського обрали ординарним професором і завідувачем вакантної кафедри загальної патології. Це була одна з перших кафедр у Російській Імперії, де викладалася нова навчальна дисципліна — загальна патологія.
Спочатку Хржонщевському на кафедрі допомагав його учень Микола Афанасьєв, який переїхав за вчителем з Харкова. Проте в січні 1878 року Афанасьєв помер від тифу, і Хржонщевському довелося практично самостійно вести й наукову, і педагогічну роботу на кафедрі. Адміністрація університету ігнорувала численні звернення Никанора Адамовича та не надавала йому жодної посадової одиниці (кафедра складалася із самого професора та лаборанта-прибиральника). Але навіть за таких умов за підтримки студентів та молодих лікарів Хржонщевський продовжував активну наукову діяльність.
Протягом 5 місяців 1870 року Хржонщевський перебував у відрядженні за кордоном з науковою метою.
У 1869 році студент І. М. Кісельов під керівництвом Хржонщевського виконав дослідження лімфатичних судин печінки, використавши новаторську методику фізіологічної ін'єкції індигокарміну in vivo. Було покладено початок цілому направленню в науці — експериментальній гістофізіології. Поряд з морфологічними роботами в лабораторії професора Хржонщевського виконувалися й експериментально-патологічні дослідження. Під керівництвом професора працювали студенти з гуртка кафедри. Так, у 1872—1873 роках студенти 3-го курсу Іван Максимович за «Дослідження генезу геморагічних інфарктів та абсцесів, викликаних емболією» та Олександр Уверський за «Дослідження мікроскопічних змін у печінці при експериментальному травматичному запаленні її» були відзначені золотими медалями університету, їх праці надруковані в «Университетских известиях». Протягом наступних років Нестеровський, Ю. Судакевич, Вербицький та інші студенти виконували наукові дослідження по іннервації печінки, лімфатичній системі, кровообігу в нирках.
З 1869 до 1872 Хржонщевський був деканом медичного факультету. У цей час він став організатором першої в Києві лікарні для хворих, що приходять (поліклініки). Вона відкрилася 1 листопада 1870 року у будинку Березовського на розі вулиць Володимирської й Шулявської. За його закликом у ній стали безоплатно працювати викладачі факультету: Володимир Бец, Євген Афанасьєв, Людвіг Горецький, Микола Скліфосовський, Олексій Шкляревський, Карл Трітшельта інші. Никанор Адамович також приймав пацієнтів із захворюваннями легень. Крім того, він працював терапевтом у Лаврській монастирській лікарні На жаль, поліклініку було закрито вже через півтора року, коли її очолив доктор Лесков, а обладнання з неї зникло..
У грудні 1869 року Хржонщевський ініціював створення комітету для підготовки III з'їзду природознавців Росії, який відбувся в Києві 1871 року. До комітету окрім нього увійшли професори Володимир Бец, Василь Покровський, Християн Гюббенет, Юлій Мацон.
Хржонщевський для увіковічування пам'яті свого учня М. С. Афанасьєва зібрав кошти і створив фонд, з якого виділялися стипендії студентам-медикам, представлених професором кафедри загальної патології. Першим, хто одержав цю стипендію, був студент Федір Ломинський, згодом професор кафедри гістології медичного факультету.
1875 року біля анатомічного театру було побудовано окрему одноповерхову будівлю, де розмістилися лабораторії загальної патології й гістології. Деякі студентські роботи виконувалися одразу в обох лабораторіях, оскільки професори Хржонщевський і Перемежко підтримували не лише добрі особисті відносини, але й мали спільні наукові інтереси.

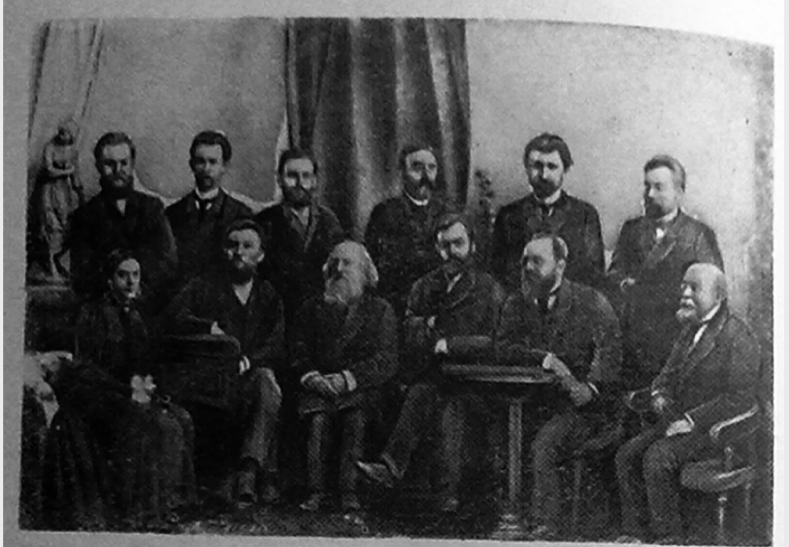
Хржонщевський зі своїми учнями (1890-ті роки)

Професор займав дружню до студентів позицію під час репресій з боку університетської адміністрації за участь у політичних акціях. У 1878 році студенти зібралися для обговорення необґрунтованого на їх думку арешту студента-медика Миколи Подольського, якого підозрювали у замаху на заступника київського прокурора Михайла Михайловича Котляревського (насправді замах організував і був одним з виконавців Валер'ян Осинський). До актової зали прибув ректор Олександр Матвєєв із групою інспекторів і закликав студентів розійтись. Студенти не підкорилися, після чого за присудом університетського суду 170 з них було виключено з університету без права вступу в інші навчальні заклади. Затвердили рішення 35 членів Ради Університету, проти виступили лише четверо професорів, серед яких був і Хржонщевський (також Іван Лучицький, Тимофій Флоринський, Олексій Шкляревський).
Керівництво університету було невдоволене активною позицією професора. Помітною була його регулярна відсутність на урочистих засіданнях, присвячених зверненням до імператорської родини з нагоди ювілеїв. Яскравим прикладом ставлення адміністрації до Хржонщевського була негативна реакція на висунення ним Сергія Боткіна у почесні професори Київського університету 1884 року. На нього писали доноси у органи влади. Скінчилося все несприятливо для Хржонщевського: за 7 місяців до заслуженої 25-річною працею пенсії у травні 1888 року його звільнили з університету. Проте це викликало обурення серед університетської професури, після чого ректор звернувся до міністерства освіти й спеціальним дозволом імператора Хржонщевському все ж було призначено повну пенсію. Аж до травня 1891 року Хржонщевський намагався повернутися до університету, проте йому було відмовлено у читанні лекцій.

### На пенсії
Після відставки Хржонщевський продовжував громадську та науково-популярну діяльність, брав участь у Народних читаннях, випускав популярні брошури. У 1892 році організовував боротьбу з холерою в Києві.
Помер у 1906 році в Києві, похований на Байковому кладовищі. Місце поховання невідоме.

### Родина
Одружився з Єлизаветою Іванівною Нератовою (чи Єлизаветою Дмитрівною Степановою) у 1860 році. Подружжя мало щонайменше четверо власних дітей: син Адам, доньки Сара, Наталія, Лідія.
Адам Хржонщевський отримав медичну освіту, з 1893 року служив молодшим лікарем у складі 131-го Тираспольського піхотного полку, який був розквартирований у Києві. Не пізніше 1913 року отримав звання старшого лікаря.
Після смерті сестер у Никанора Хржонщевського залишались шестеро племінників, яких він всиновив і серед яких були Цезарь Францевич і Гілярій Францевич.

### Адреси в Києві
У Києві Никанор Адамович жив у особняку на Бібіковському бульварі, 32. Проте у 1876 році він продав його заможній родині Модзелевських.
В останні роки життя жив у будинку № 5 по вулиці Назарівській.

## Наукова діяльність
Никанор Хржонщевський зробив значний внесок у гістологію, гістофізіологію, патологічну фізіологію. Йому належать декілька десятків наукових робіт, в тому числі у провідних закордонних наукових журналах.

### Вивчення епітеліального шару альвеол легень

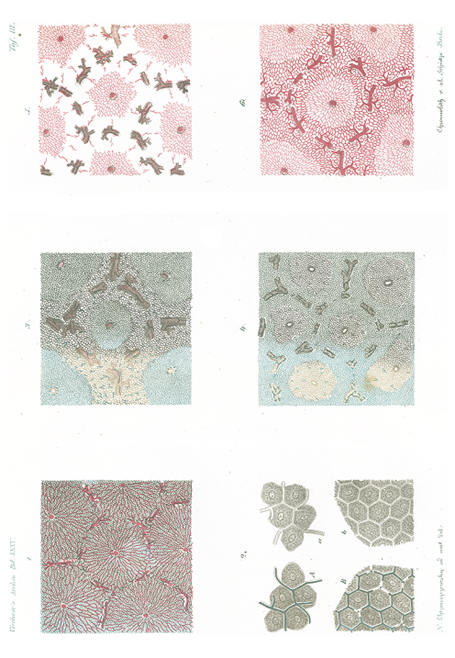
Рисунки Хржонщевського з його статті у Virchows Archiv з приводу епітелію альвеол

Більшість гістологів середини ХІХ сторіччя (Фрідріх Альберт фон Ценкер, Фрідріх Генле та інші) вважали, що в альвеолах легень епітелію немає і судини лежать прямо на поверхні тканини для газообміну, оскільки додатковий шар клітин перешкоджав би руху газів при диханні. Епітеліальні клітини не вдавалося побачити на препаратах легень. Хржонщевський вважав, що німецькі гістологи використовували неадекватні методи виготовлення зрізів, тому й не бачили тонкого шару клітин, які руйнувалися у ході приготування препаратів. Інші вчені «бачили» в альвеолах шар плаского епітелію, хоча ніяк не могли надійно зафіксувати цей факт. Через це певна група дослідників, зокрема Губерт Люшка, намагалася знайти компроміс, припускаючи, що епітелій в легенях існує у вигляді острівців або рудиментарних залишків від ембріонального періоду.
Вивчення альвеол легень Хржонщевський проводив під керівництвом професора Ферстера. За допомогою розчину нітрату срібла він фіксував цілі легені невеликих тварин або окремі долі легень великих тварин або людини, із судинами, попередньо заповненими сумішшю з берлінської лазурі та клею. Надалі препарат фіксувався етанолом, розрізався і забарвлювався карміном та оброблявся гліцерином із вмістом 1 % оцтової кислоти. Розчин срібла, проникаючи через неушкоджену плевру в тканини легень та зустрічаючи на своєму шляху епітелій альвеол, діяв на них в'яжучим чином, внаслідок чого епітеліальні елементи щільно утримувались на своєму місці. Крім того, срібло утворювало напилення, взаємодіючи з міжклітинною речовиною епітеліальної тканини, яка під впливом світла темнішала й візуально розділяла окремі епітеліальні клітини. Таким чином Хржонщевський зміг однозначно довести наявність одношарового епітелію у альвеолах, фактично відкривши епітеліоцити альвеол.

### Метод фізіологічних ін'єкцій
Класична гістологія мала на озброєнні лише метод штучного заповнення тканин барвниками, які зазвичай наносилися на вже готові, мертві препарати. Хржонщевський запропонував уводити живій піддослідній тварині вітальний (такий, що не призводить до загибелі) барвник та спостерігати його рух кровоносними й лімфатичними судинами, а також його виділення порожнистими протоками секреторних і видільних органів. За допомогою цього методу Хржонщевському вдалося детально дослідити капіляри, лімфатичні судини, жовчні протоки, будову нефрону.

#### Дослідження нирок
За допомогою фізіологічних ін'єкцій Хржонщевський дослідив будову ниркових канальців. До початку 1860-х років у анатомії домінувала точка зору Генле, який описав «замкнену» і «відкриту» системи канальців. Хржонщевський довів, що існує лише одна система канальців у нефроні, а також описав будову приносних артеріол і клубочка, причому відмітив залежність розміру капілярів клубочка від діаметра артеріол.
Пізніше, у 1880-х роках Хржонщевський знову повернувся до дослідження нирок. Разом зі студентом Є. В. Вербицьким він створив модель порушення кровообігу у нирці при перев'язці ниркової артерії.
Хржонщевський відстоював пріоритет Олександра Шумлянського у дослідженні будови нирки.

#### Дослідження печінки
При дослідженні гістологічної будови печінки Никанор Адамович вступив у полеміку з гістологами Ернстом Брюкке і Карлом Людвігом, а потім і з Фридрихом Генле. Він вводив різні барвники у різні судини печінки і спостерігав їх рознесення із кров'ю. В результаті проведених досліджень він показав, що кожна печінкова часточка пронизана капілярами від різних судин: у периферійній зоні циркулює переважно кров ворітної вени, а у центральній — головним чином, артеріальна, яка змішується тут з кров'ю ворітної вени.
Далі вчений підібрав речовину, яка б виділялася разом із жовчю і забарвлювала весь шлях виділення (індиго-сірчаний натрій). Таким чином Хржонщевський встановив, що жовчні протоки починаються всередині печінкових часточок сіткою капілярних каналів.

#### Дослідження будови кровоносних та лімфатичних судин

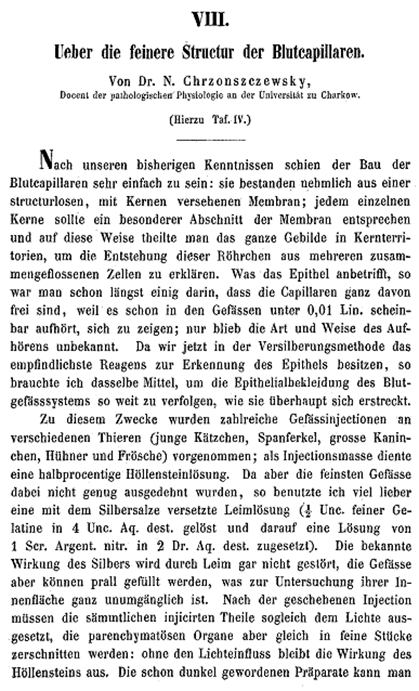
Перша сторінка статті Хржонщевського з приводу будови кровоносних капілярів

Хржонщевський використовував кровоносні судини не лише для доставки барвника до тканин, але й забарвлював саму кров і лімфу, вивчаючи кровоносні й лімфатичні судини. Кров він забарвлював розчином азотнокислого срібла. У середині ХІХ сторіччя в анатомії вважалося, що стінки капілярів складаються із безструктурної тканини з ядрами. Проте науковцю вдалося довести на розтягнених повітрям органах наявність двох шарів у ендотелії: зовнішньої мембрани й шару епітеліальних клітин. Ця робота була піонерською, лише французький гістолог Луї-Антуан Ранв'є через декілька років після дослідження Хржонщевського зміг побачити базальну мембрану у вигляді другого контуру забарвлення на мікроскопічному препараті.
Разом зі своїм студентом Іваном Сікорським (майбутнім психіатром і батьком авіаконструктора Ігоря Сікорського) Хржонщевський досліджував будову і походження лімфатичних судин легень. Вони уводили до трахеї живої тварини яскраво-червоний барвник кармінокислий аміак і вивчали, як забарвлюється лімфа, потім кров, а далі — як сполука виводиться із сечею. Вдалий вибір барвника, який не накопичувався ні у клітинах, ні у міжклітинній речовині, дозволив виокремити мережу каналів, які виявилися лімфатичними судинами. У подальших дослідах, забарвлюючи для контрасту кров індигокарміном, Хржонщевський і Сікорський чітко довели відмінність лімфатичних і кровоносних судин.
Також Хржонщевський вперше довів можливість всмоктування речовин через лімфатичні судини діафрагми й шкіри. Він уводив у черевну порожнину тварини кармін, який забарвлював лімфатичні судини, а далі забивав тварину й обробляв тканину діафрагми розчином срібла. Така методика подвійного забарвлення (прижиттєвого і фіксованої тканини) теж була розроблена Хржонщевським і дала результат: обидва рисунки судин повністю збігалися. Надалі Хржонщевський відкрив мережу лімфатичних судин шкіри і довів здатність неушкодженої шкіри всмоктувати речовини через цю мережу.

### Про судинорухові нерви та запалення
Важливі дані отримано Хржонщевським стосовно значення судинорухових нервів у перебігу запалення. В його дослідах було показано, що після двобічної перев'язки під'язикових нервів ушкодження поверхні язика жаби ляпісом спричинює нагноєння, а згодом омертвіння тканин. Такий самий вплив флогогенного агенту на язик після перетину язикоглоткових нервів (які також забезпечують парасимпатичну іннервацію язика) призводить до значно менш вираженого запалення. У цьому дослідженні вчений використовував суто патофізіологічну методику — моделював патологічний процес та вивчав його механізми. Питання іннервації різних органів активно вивчалися під керівництвом Никанора Адамовича. Зокрема, студент М. Нестеровський отримав золоту медаль університету за роботу «Про нерви печінки» та згодом опублікував її у Virchow's Archiv.

### Наукові роботи кінця київського періоду
У 1870-х роках Хржонщевський досліджував емболічний інфаркт, порушення кровообігу в нирках та його вплив на секреторну активність нирки, зробив опис будови й функції вазомоторних нервів. Щодо роботи «До вчення про вазомоторні нерви», то вона була піонерською у галузі, оскільки у той час було проведено фактично єдине дослідження проблеми у статті Карла Трітшеля «Про нерви слизової оболонки шлунка». Досліджуючи язик, брижу і плавальну перетинку жаби, Хржонщевський виділяє три системи нервової регуляції тонусу судин, а саме симпатичні, спинномозкові, які пов'язані з центральними нервовими структурами, а також «власні периферичні вазомоторні центри, що містяться, імовірно, в гангліозних клітинах, що закладені в стінці судини».

## Популяризація медицини

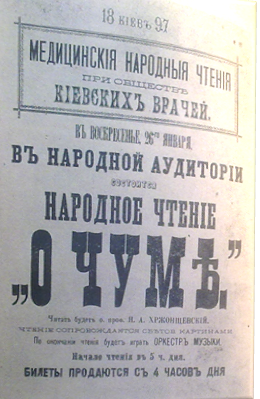
Оголошення про одну з лекцій Хржонщевського «Про чуму»

Багато зусиль Хржонщевський приділяв популяризації медичних знань серед населення. З ідеєю читати лекції для широких мас він звернувся до Київського товариства лікарів, яке очолював у 1869—1872 роках (а також у 1886—1892 роках), паралельно очолюючи Київське товариство природознавців (1870—1872). Отримавши підтримку, запропонував винести клопотання київському губернаторові та кураторові навчального округу про влаштування медичних читань. Далі вийшли «Височайше затверджені 24 грудня 1876 року правила для влаштування народних читань в губернських містах», і таким чином було дозволено організувати Комісію медичних народних читань при Товаристві київських лікарів. Київську Комісію народних медичних читань вдалося організувати лише 10 грудня 1886 року.
Оскільки спеціального приміщення для лекцій не було, то спочатку доводилося їх читати у різних місцях. 26 грудня 1886 року у верхньому залі контрактового будинку на Подолі професор Хржонщевський прочитав першу лекцію на тему «Про шкідливість пияцтва для здоров'я». Професора невдовзі підтримала Міська дума, яка дозволила Комісії медичних читань користуватися власним приміщенням. Також Комісії дісталося від депутатів 150 рублів на пристосування під лекторій нижньої зали своєї будівлі на Хрещатику, а також виплачувалося від думи щорічно 300 рублів.

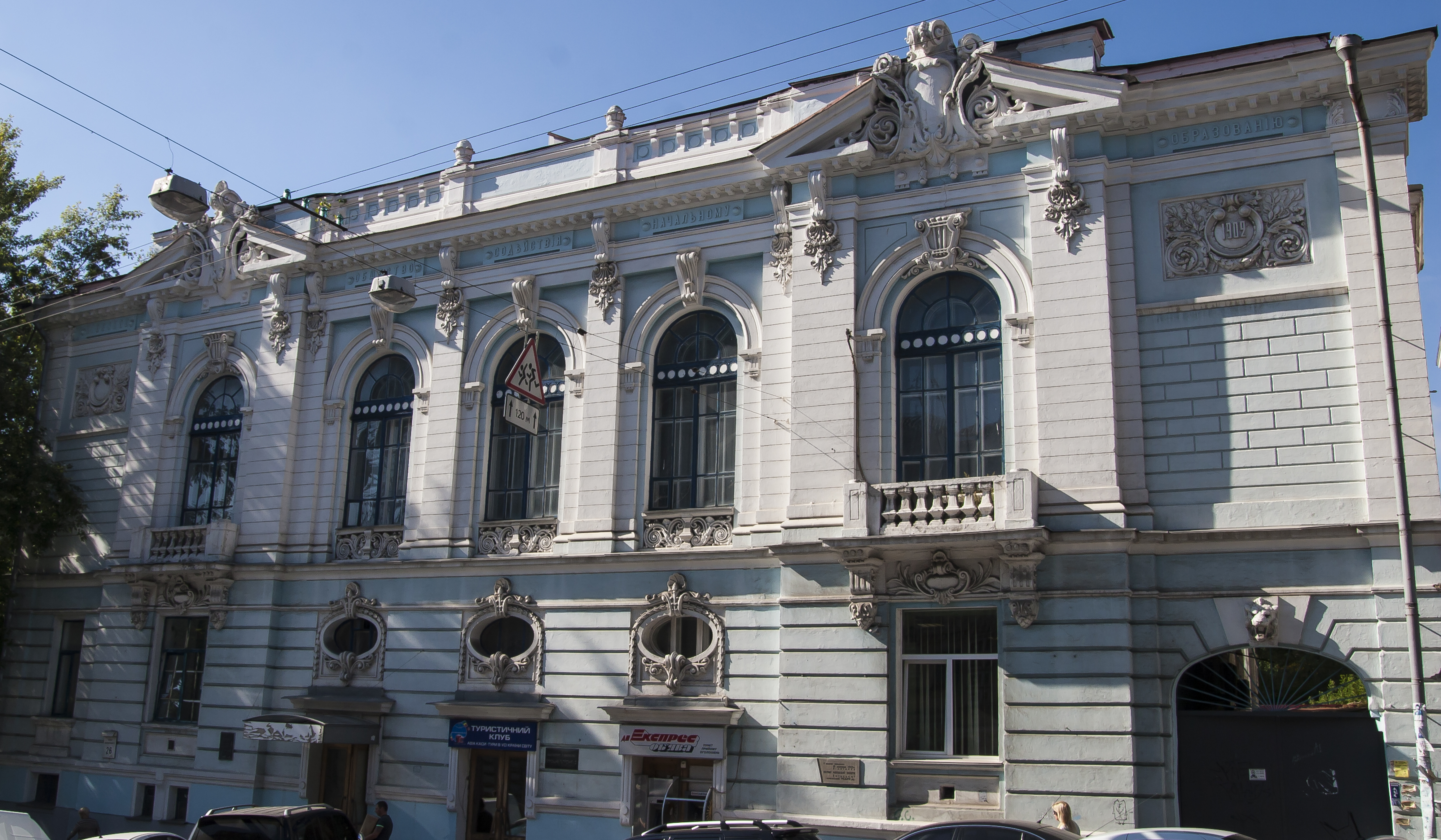
Будинок Народної аудиторії у Києві

З ініціативи Хржонщевського було побудовано спеціальний будинок для народних читань — Народну аудиторію (Бульварно-Кудрявська вулиця, 26), який відкрився 8 жовтня 1895 року.
У звіті Комісії народних медичних читань при Товаристві київських лікарів за 1887—1890 роки повідомлялося про проведення читань з охорони здоров'я, зокрема епідеміології та гігієни. За період з 26 грудня 1886 року по 26 грудня 1890 року проведено 90 читань. «Народні медичні читання повсюди і щонеділі є обов'язковим розумним, практичним і дешевим способом оздоровлення Росії» — зазначив Никанор Хржонщевський у цьому ж звіті.
Лекції читали професори Київського університету та інші члени Товариства київських лікарів, більшість з них ілюструвалися діафільмами. Тексти доповідей мали затверджуватися цензурою, а лектор не мав права відхилятися від тексту. Тим не менш, лікарі окрім суто медичних питань підіймали й медико-соціальні проблеми, що ставало причиною доносів і репресій, аж до тимчасового закриття читань у 1897—1898 роках. Лекції охоплювали широке коло питань: будова людини, психічні хвороби, дифтерія, поради при нещасних випадках та про виховання дітей.
Лекції користувалися неабияким успіхом. Наприклад, у 1890 році їх прослухали приблизно 7,5 тисяч осіб, а за період до 1895 року на народних медичних читаннях були присутні близько 43 тисяч слухачів. Читання для слухачів були платними: місце в першому ряду коштувало 40 копійок, у другому — 20, а в третьому-четвертому — 10 копійок. Найдешевші, по п'ять копійок, залишали для бідних. Запрошували також військових. У казарми розсилалися квитки на 100—150 осіб. Пускали й тих, в кого грошей не було.
На потреби читань йшли членські внески Товариства київських лікарів, кожен з них складав 5 рублів на рік. Допомагали й ініціатори, що влаштовували доброчинні акції. У 1887 році артист Михайло Іванович Козельський поставив спектакль на користь Комісії медичних народних читань і передав їй 673 рублі 80 копійок. А ще через рік провели літературно-музично-танцювальний вечір, поповнивши касу на 1335 рублів. На ці гроші видавали просвітницькі брошури з текстами лекцій.

### Деякі з тем лекцій і брошур Никанора Хржонщевського
- «Про шкідливість пияцтва для здоров'я»[27][28]
- «Про те, що таке чума і як захиститися від цієї жахливої хвороби»
- «Людина не для того живе, щоб їсти, а їсть для того, щоб жити і працювати»
- «Про одяг»
- «Як уберегти себе від холери»
- «Курити чи не курити?»
- «Сухоти незрівнянно більш погибельні ніж найстрашніші хвороби, такі як наприклад холера і чума»
- «Вино є ліки»[29]
- «Що таке горілка та всі спиртні напої: паралітична отрута чи корисне пиття?»[30]

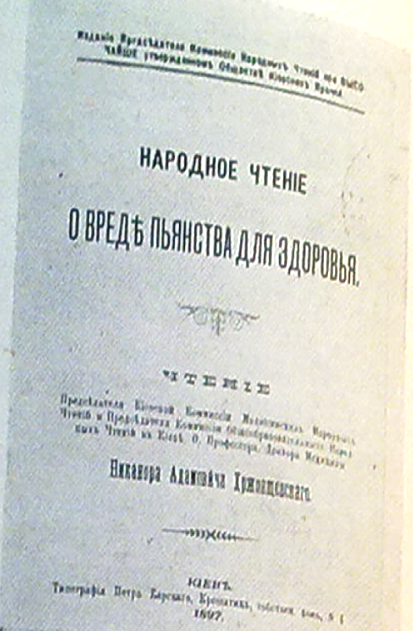
Про шкідливість пияцтва для здоров'я
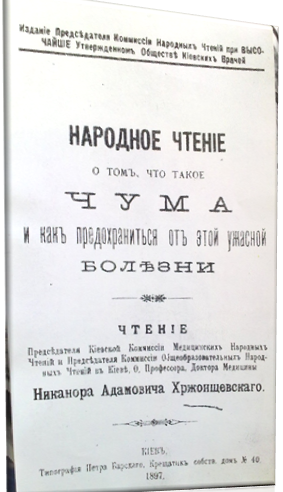
Про те, що таке чума і як захиститися від цієї жахливої хвороби
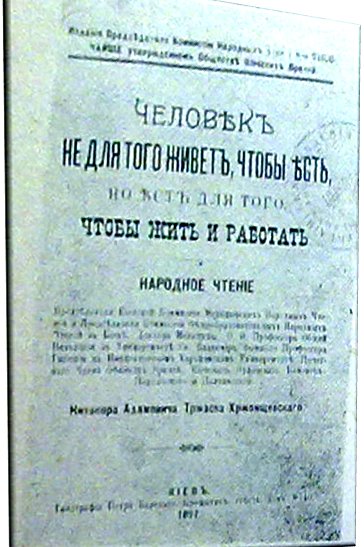
Людина не для того живе, щоб їсти, а їсть для того, щоб жити і працювати
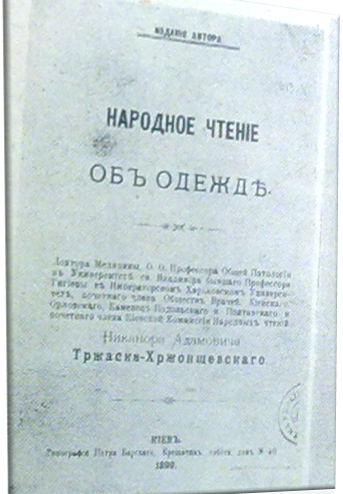
Про одяг
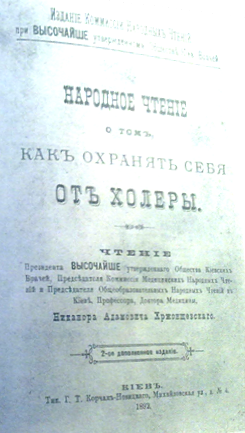
Як уберегти себе від холери
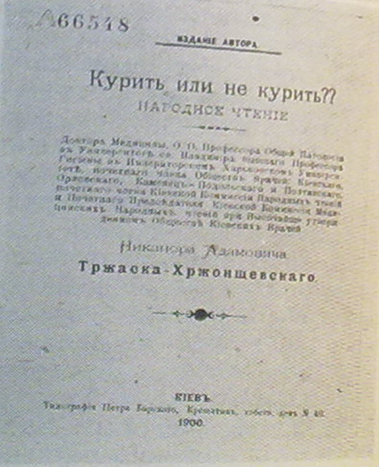
Палити чи не палити?
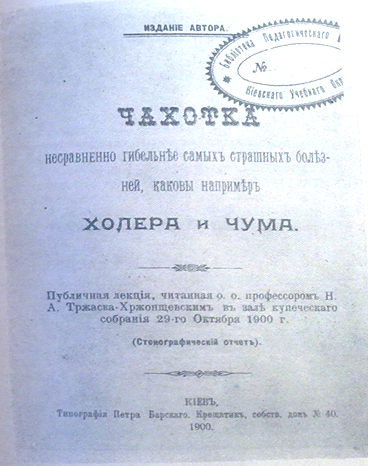
Сухоти незрівнянно більш погибельні ніж найстрашніші хвороби, такі як наприклад холера і чума

## Цитати

### Цитати Никанора Хржонщевського
- Щодо накопичення фактів у гістології та патофізіології:

|  | Ми зробимо краще, спокійно працюючи далі, ніж передчасними теоріями займатися: спочатку факти, а після наслідки. Оригінальний текст (рос.) Мы сделаем лучше, спокойно дальше работая, чем преждевременными теориями заниматься: сначала факты, а потом следствия. |

- Щодо теорії Генле відносно відсутності зв'язку між клітинами печінки й жовчних канальців, а також будови ниркових канальців:

|  | Генле збагатив учення про будову і функції печінки новою чудернацькою теорією, яка назавжди залишиться у літописі історії медицини зразковим витвором фантазії, до якої іноді може дійти авторитет, остаточно засліплений своїм значенням. Цю теорію... проведено систематично у паралель іншому, такому самому фантастичному вченню про нирки. ... Потрібно бути людиною або вельми обмеженою, або несправно впертою, щоб, попри математичні докази, стверджувати також відсутність самостійних жовчних каналів усередині печінкових часточок Оригінальний текст (рос.) Генле обогатил учение о строении и функции печени новою диковинною теорией, которая навсегда останется в летописях истории медицины примерным произведением фантазии, до которой иногда может дойти авторитет, окончательно ослеплённый своим значением. Эта теория... проведена систематически в параллель другому, точно такому же фантастическому учению о почках. ... Надо быть человеком или очень ограниченным, или неисправимо упрямым, чтобы, несмотря на эти математические доводы, толковать об отсутствии самостоятельных жёлчных каналов внутри печёночных долек. |

### Сучасники про Хржонщевського
- Михайло Лавдовський[ru] писав:

|  | Хржонщевський відкрив великої значущості факт, що виділення жовчі і всіх речовин, здатних виділятися її шляхом, відбувається за обов’язкової участі печінкових клітин. Оригінальний текст (рос.) Хржонщевский открыл большой важности факт, что отделение жёлчи и всех веществ, способных отделятся путём её, происходит при непременном участии печоночных клеток. |

- Куратор Київського навчального округу писав у звіті до міністерства:

|  | Хржонщевський все літо на дачі ходив у малоросійській сорочці, оточений студентами, і це робить поведінку його незадовільною і шкідливою. |

## Вшанування пам'яті
23 вересня 1906 року Товариство київських лікарів вшанувало Хржонщевського вставанням. 8 жовтня 1906 року відбулося урочисте засідання Товариства сприяння початковій освіті спільно з Комісією народних медичних читань у Народній аудиторії. У 1907 році вийшов випуск «Праць Товариства київських лікарів» з портретом Хржонщевського та присвячений його пам'яті.
У 1909 році великий зал Народної аудиторії було названо іменами Никанора Хржонщевського та Олексія Андрієвського.
Ім'я Никанора Хржонщевського широко цитувалося у підручниках із фізіології і гістології, у першу чергу як відкривача жовчних протоків, структури нирок, а також розробника методу прижиттєвого забарвлення тканини.
У 2011 році на честь 175-річчя вченого в Інституті фізіології ім. О. О. Богомольця НАН України було проведено читання пам'яті Никанора Хржонщевського.
У 2015 році науковці Інституту фізіології НАН і науково-популярного проекту «Моя наука» відновили «Народні читання імені Никанора Хржонщевського» в тому ж залі Народної аудиторії, де вони читалися початково.

## Наукові роботи
Автор понад 50 наукових праць російською і німецькою мовами.
Важливі статті:
- Chrzonszczewsky, N. (1863). Über das Epithel der Lungenblaschen der Saugethiere. Würzburg. med. Zschr; Centralblatt f. d. med. Wissenschaft (нім.). 4 (44): 206.
- Chrzonszczewsky, N. (1863). Zur Anatomie der Niere. Centralblatt f. d. Med. Wissenschaft (нім.). 1 (48).
- Chrzonszczewsky, N. (1864). Zur Anatomie der Niere. Virchows Archiv. 31 (2): 153—198. doi:10.1007/BF02070253. ISSN 0945-6317.
- Chrzonszczewsky, N. (1864). Zur Anatomie und Physiologie der Leber. Centralblatt f. d. Med. Wissenschaft (нім.). 1 (38).
- Chrzonszczewsky, N. (1865). Über den Ursprung der Lymphgefasse. Virchows Archiv (нім.). 35.
- Chrzonszczewsky, N. (1865). Über die feinere Structur der Blutcapillaren. Virchows Archiv (нім.). 35. Архів оригіналу за 7 вересня 2014.
- Chrzonszczewsky, N. (1866). Zur Lehre von dem Lungenepithel. Virchows Archiv. 35 (1): 165—168. doi:10.1007/BF01979891. ISSN 0945-6317.
- Chrzonszczewsky, N. (1866). Zur Anatomie und Physiologie der Leber. Virchows Archiv. 35 (1): 153—164. doi:10.1007/BF01979890. ISSN 0945-6317.
- Chrzonszczewsky, N. (1868). Arbeiten aus dem histologischen Institute zu Charkow vom akademischen (russisch gerechneten) Jahre 1866–1867. Virchows Archiv (нім.). 44 (1): 22—37. Архів оригіналу за 7 вересня 2014.
- Trzaska-Chrzonszczewsky, N. A. (1898). Ueber meine Methode der physiologischen Injection der Blut- und Lymphgefässe. Virchows Archiv. 153 (1): 110—129. doi:10.1007/BF01947724. ISSN 0945-6317.
- Trzaska-Chrzonszczewsky, N. A. (1899). Zur Lehre von den vasomotorischen Nerven. Virchows Archiv. 157 (2): 373—376. doi:10.1007/BF01881769. ISSN 0945-6317.